# Denton (Carolina do Norte)
Denton é uma cidade  localizada no estado norte-americano de Carolina do Norte, no Condado de Davidson.

## Demografia
Segundo o censo norte-americano de 2000, a sua população era de 1450 habitantes.
Em 2006, foi estimada uma população de 1480, um aumento de 30 (2.1%).

## Geografia
De acordo com o United States Census Bureau tem uma área de
4,6 km², dos quais 4,6 km² cobertos por terra e 0,0 km² cobertos por água. Denton localiza-se a aproximadamente 208 m acima do nível do mar.

## Localidades na vizinhança
O diagrama seguinte representa as localidades num raio de 28 km ao redor de Denton.